# Vesna Drapac
Vesna Drapac (ur. w Adelaide) – australijska historyk, profesor (Associate Professor) na University of Adelaide.
Absolwentka University of Adelaide i Uniwersytetu Oksfordzkiego. Po powrocie z Oksfordu pracowała na Flinders University of South Australia. Od 1992 wykładowca na University of Adelaide. Specjalizuje się w historii najnowszej Europy i dziejach imigracji do Australii w XX wieku.

## Książki
- Constructing Yugoslavia: a Transnational History (Basingstoke: Palgrave Macmillan, 2010).
- War and Religion: Catholics in the Churches of Occupied Paris (Washington DC: The Catholic University of America Press, 1998).